# Mindaugas Griškonis
Mindaugas Griškonis, litvanski veslač, * 17. januar 1986, Vilna.
Griškonis je na evropskem prvenstvu leta 2007 v enojcu osvojil srebrno medaljo. Uspeh je nato na Evropskem prvenstvu 2009 še izboljšal, ko je v Brestu postal evropski prvak.
Leta 2008 je nastopil tudi na Poletnih olimpijskih igrah v Pekingu, kjer je v enojcu zasedel osmo mesto. 